# 페루거미원숭이
페루거미원숭이(Ateles chamek)는 신세계원숭이에 속하는 거미원숭이의 일종이다. 캐맥거미원숭이로도 불린다. 남아메리카의 볼리비아와 브라질, 페루에서 발견된다.